# Odalrich von Verdun
Odalrich von Verdun ist ein Kanoniker des 12. Jahrhunderts. Von ihm überliefert ist lediglich das Breviloquium Sententiarum Artisthologicae I - IV, das im späten 12. Jahrhundert entstanden ist und eine umfangreiche Bearbeitung der Sentenzen des Petrus Lombardus darstellt. Odalrich weicht von der Vorlage nur im Prolog ab, den er neu verfasste.

## Werke
- Breviloquium sententiarum artis theologicae I-IV. Handschrift in der Kantonalbibliothek Luzern, Codex P. misc. 37 (XII) f. 1-121: I-IV.